# Kuka sä oot
Kuka sä oot è il quarto album in studio del rapper finlandese Cheek, pubblicato nel 2008.

## Tracce
1. Etsintäkuulutettu – 3:11
2. Liekeissä – 3:17
3. Kanssa tai ilman (feat. Illi) – 3:23
4. Housut roikkuu, pt. 2 (feat. SP & Elastinen) – 3:35
5. Koukussa (feat. Jimi Pääkallo) – 3:43
6. Side (feat. Näkökulma) – 3:35
7. Etsi joku toinen (feat. Johanna Försti) – 4:06
8. Kurkipotku (feat. Herrasmiesliiga) – 3:29
9. Ukonilmalla (feat. Kristiina Wheeler) – 3:45
10. Etsä tiedä kuka mä luulen olevani – 3:28
11. Samaa rataa (feat. Sami Saari) – 4:46
12. Kulje mun kanssa – 4:21
13. Housut roikkuu, pt. 2 (Remix) (feat. MGI, Joniveli, Jaise, Pyhimys, Leijonamieli, Markiisi, Steen1, Brädi & Iso H) – 5:02